# Is everybody happy
Is everybody happy is een single met feestmuziek van Jackpot. Het is afkomstig van hun album Everybody happy with Jackpot. Het singletje werd uitgebracht in Nederland, België en Duitsland. In zowel Nederland als België werd het een groot succes. In België haalde het zelfs de eerste plaats in de hitparade.

## Hitnoteringen

### Nederlandse Top 40
| Hitnotering: 12-01-1974 t/m 06-04-1974 | Hitnotering: 12-01-1974 t/m 06-04-1974 | Hitnotering: 12-01-1974 t/m 06-04-1974 | Hitnotering: 12-01-1974 t/m 06-04-1974 | Hitnotering: 12-01-1974 t/m 06-04-1974 | Hitnotering: 12-01-1974 t/m 06-04-1974 | Hitnotering: 12-01-1974 t/m 06-04-1974 | Hitnotering: 12-01-1974 t/m 06-04-1974 | Hitnotering: 12-01-1974 t/m 06-04-1974 | Hitnotering: 12-01-1974 t/m 06-04-1974 | Hitnotering: 12-01-1974 t/m 06-04-1974 | Hitnotering: 12-01-1974 t/m 06-04-1974 | Hitnotering: 12-01-1974 t/m 06-04-1974 | Hitnotering: 12-01-1974 t/m 06-04-1974 | Hitnotering: 12-01-1974 t/m 06-04-1974 |
| Week:                                  | 1                                      | 2                                      | 3                                      | 4                                      | 5                                      | 6                                      | 7                                      | 8                                      | 9                                      | 10                                     | 11                                     | 12                                     | 13                                     |                                        |
| -------------------------------------- | -------------------------------------- | -------------------------------------- | -------------------------------------- | -------------------------------------- | -------------------------------------- | -------------------------------------- | -------------------------------------- | -------------------------------------- | -------------------------------------- | -------------------------------------- | -------------------------------------- | -------------------------------------- | -------------------------------------- | -------------------------------------- |
| Positie:                               | 25                                     | 12                                     | 6                                      | 6                                      | 10                                     | 11                                     | 12                                     | 15                                     | 19                                     | 23                                     | 27                                     | 35                                     | 37                                     | uit                                    |

### NederlandseSingle Top 100
| Hitnotering: 12-01-1974 t/m 09-03-1974 | Hitnotering: 12-01-1974 t/m 09-03-1974 | Hitnotering: 12-01-1974 t/m 09-03-1974 | Hitnotering: 12-01-1974 t/m 09-03-1974 | Hitnotering: 12-01-1974 t/m 09-03-1974 | Hitnotering: 12-01-1974 t/m 09-03-1974 | Hitnotering: 12-01-1974 t/m 09-03-1974 | Hitnotering: 12-01-1974 t/m 09-03-1974 | Hitnotering: 12-01-1974 t/m 09-03-1974 | Hitnotering: 12-01-1974 t/m 09-03-1974 | Hitnotering: 12-01-1974 t/m 09-03-1974 | Hitnotering: 12-01-1974 t/m 09-03-1974 |
| Week:                                  | 1                                      | 2                                      | 3                                      | 4                                      | 5                                      | 6                                      | 7                                      | 8                                      | 9                                      |                                        |                                        |
| -------------------------------------- | -------------------------------------- | -------------------------------------- | -------------------------------------- | -------------------------------------- | -------------------------------------- | -------------------------------------- | -------------------------------------- | -------------------------------------- | -------------------------------------- | -------------------------------------- | -------------------------------------- |
| Positie:                               | 24                                     | 12                                     | 6                                      | 7                                      | 9                                      | 11                                     | 12                                     | 21                                     | 26                                     | uit                                    |                                        |

### VlaamseRadio 2 Top 30
| Hitnotering: 09-02-1974 t/m 18-05-1974 | Hitnotering: 09-02-1974 t/m 18-05-1974 | Hitnotering: 09-02-1974 t/m 18-05-1974 | Hitnotering: 09-02-1974 t/m 18-05-1974 | Hitnotering: 09-02-1974 t/m 18-05-1974 | Hitnotering: 09-02-1974 t/m 18-05-1974 | Hitnotering: 09-02-1974 t/m 18-05-1974 | Hitnotering: 09-02-1974 t/m 18-05-1974 | Hitnotering: 09-02-1974 t/m 18-05-1974 | Hitnotering: 09-02-1974 t/m 18-05-1974 | Hitnotering: 09-02-1974 t/m 18-05-1974 | Hitnotering: 09-02-1974 t/m 18-05-1974 | Hitnotering: 09-02-1974 t/m 18-05-1974 | Hitnotering: 09-02-1974 t/m 18-05-1974 | Hitnotering: 09-02-1974 t/m 18-05-1974 | Hitnotering: 09-02-1974 t/m 18-05-1974 | Hitnotering: 09-02-1974 t/m 18-05-1974 |
| Week:                                  | 1                                      | 2                                      | 3                                      | 4                                      | 5                                      | 6                                      | 7                                      | 8                                      | 9                                      | 10                                     | 11                                     | 12                                     | 13                                     | 14                                     | 15                                     |                                        |
| -------------------------------------- | -------------------------------------- | -------------------------------------- | -------------------------------------- | -------------------------------------- | -------------------------------------- | -------------------------------------- | -------------------------------------- | -------------------------------------- | -------------------------------------- | -------------------------------------- | -------------------------------------- | -------------------------------------- | -------------------------------------- | -------------------------------------- | -------------------------------------- | -------------------------------------- |
| Positie:                               | 11                                     | 6                                      | 3                                      | 3                                      | 3                                      | 3                                      | 2                                      | 1                                      | 4                                      | 4                                      | 13                                     | 10                                     | 7                                      | 15                                     | 18                                     | uit                                    |